# Ilhas Amakusa

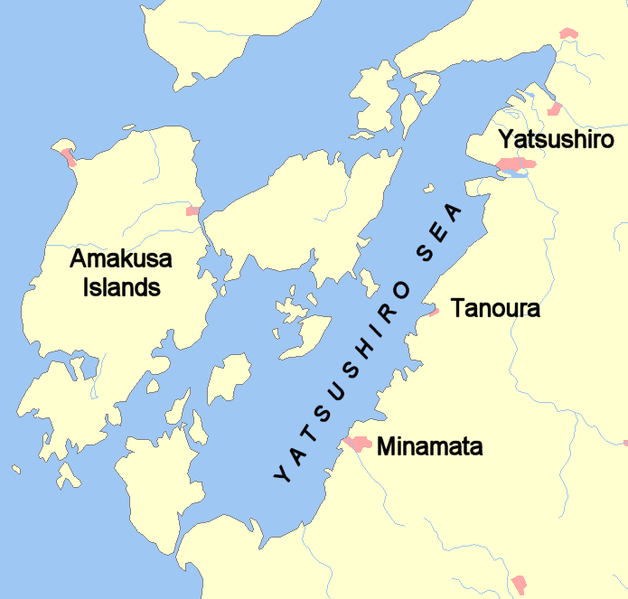
As ilhas Amakusa no Mar Yatsushiro, no Japão. A ilha maior (esquerda) é Shimoshima.

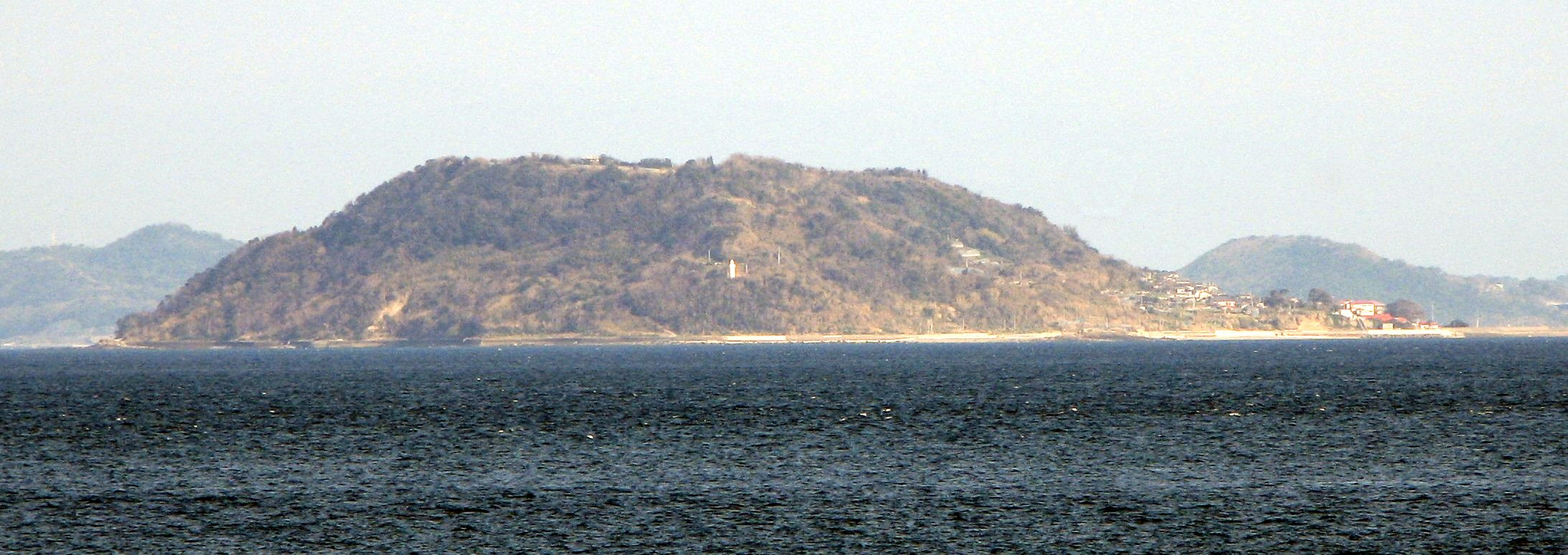
Vista das ilhas Amakusa (com Yushima, Kami-Amakusano fundo).

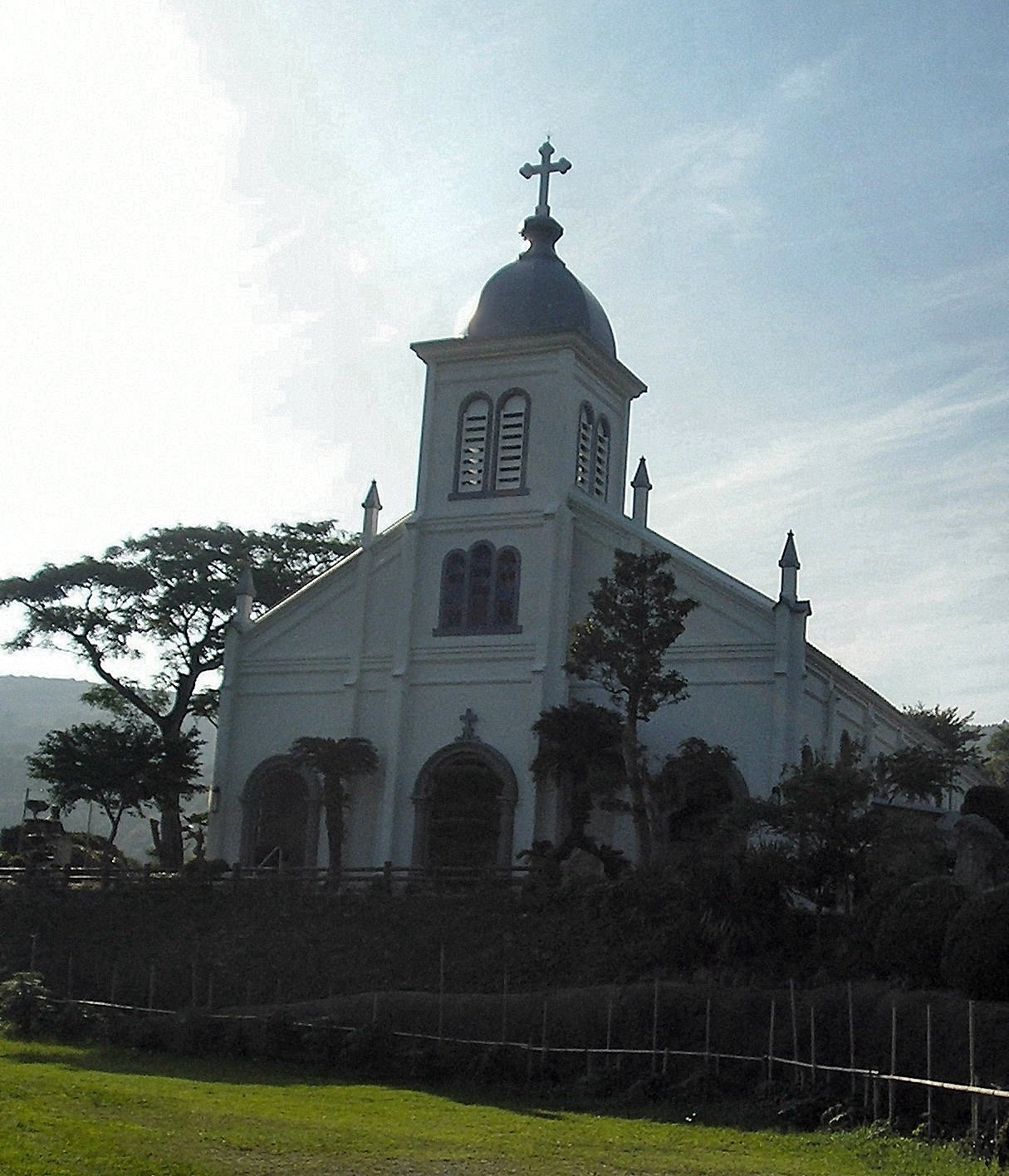
Igreja católica de Ōe

Amakusa ou, na sua forma portuguesa, Amacuça (天草) é uma série de ilhas pertencentes ao Japão, na costa oeste de Kyushu (ponta sul do Japão). A maior das ilhas Amakusa é a ilha Shimoshima, com 42,6 km de cumprimento e 21,7 km de largura. Ela situa-se por volta de 32°20'N, 130°E, a oeste da província de Kumamoto (antigamente a província de Higo, na ilha de Kyushu), com a qual é separada pelo Mar de Yatsuhiro.
Ela não possui montanhas altas, mas sua superfície é muito acidentada - quatro dos picos alcançam uma altura de mais de 460 metros. Portanto, a população recorre ao sistema de terraceamento de cultivo, com notável sucesso.
Um grande número de líderes cristãos foram executados por terem ligação com a Rebelião Shimabara, em 1637-1638, e foram queimados nessa ilha. Amakusa produz um pouco de carvão e caulinita de alta qualidade, que foi amplamente usada em tempos antigos pelos ceramistas de Hirado e da província de Satsuma. Hidenoshin Koyama, que construiu a Casa de Thomas Blake Glover, em Glover Garden, veio desta ilha.
Em épocas modernas, o distrito de Amakusa é um distrito e Amakusa, Kumamoto é uma cidade na província de Kumamoto.

## Transporte

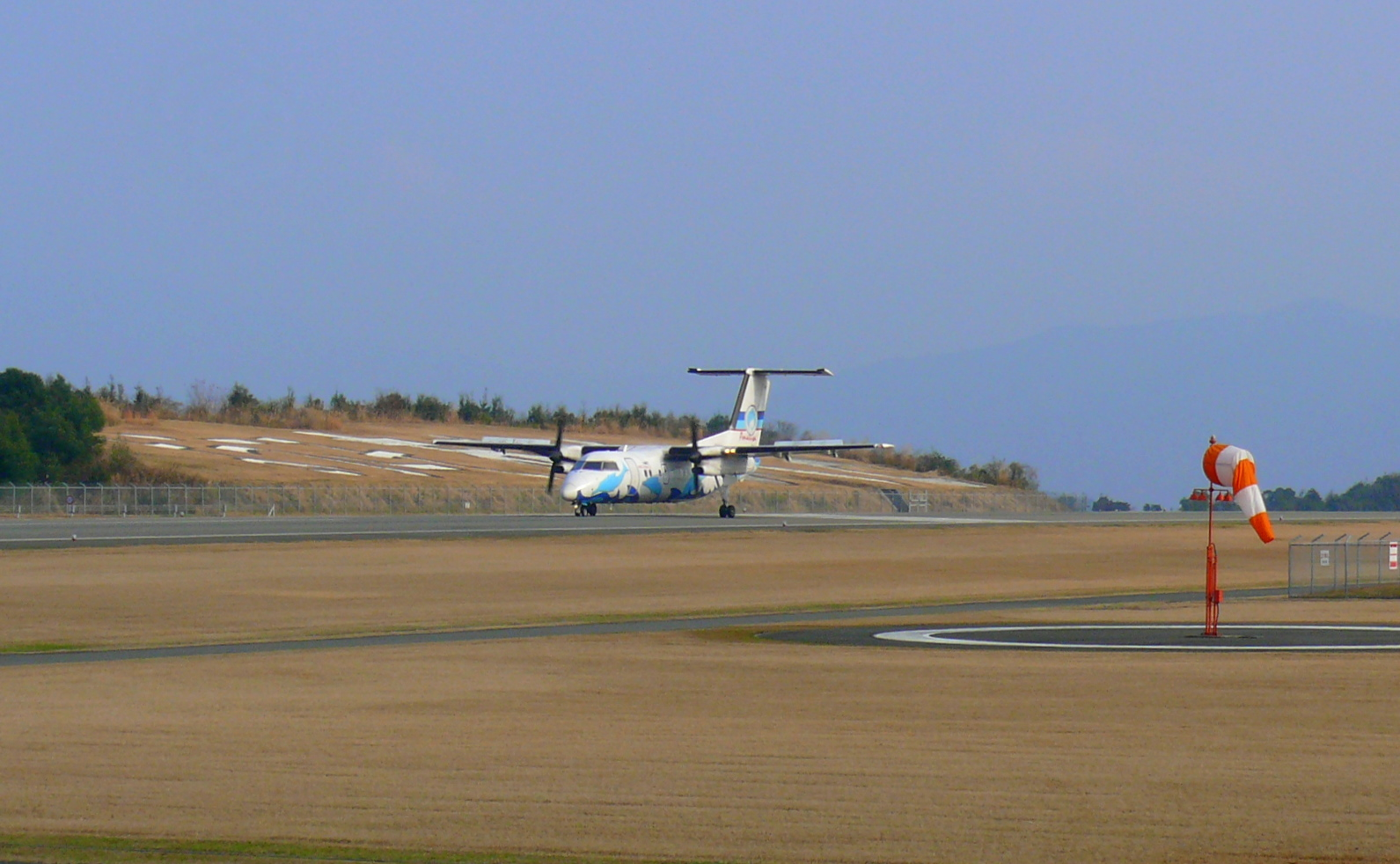
Aeroporto de Amakusa, com o avião DHC-8 na pista.

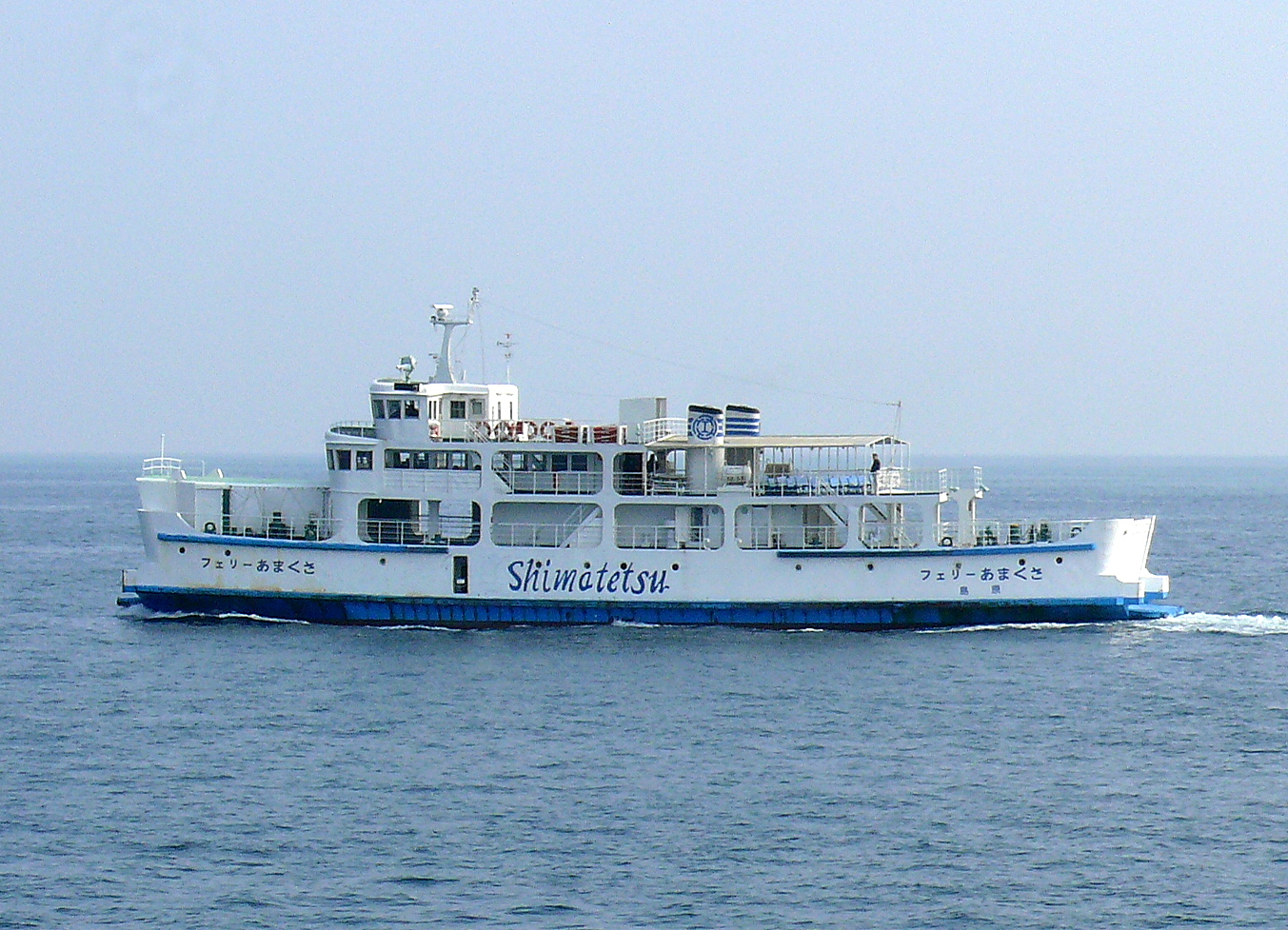
Um ferry boat Shimatetsu, transportando passageiros entre as ilhas.

As ilhas são servidas pelo Campo Aéreo de Amakusa, localizado na ponta norte da Ilha Shimoshima (a maior ilha). Há também pontes e ferry boats ente algumas ilhas. As ilhas são conectadas à ilha principal pelas Cinco Pontes de Amakusa.
Os ferry boats viajam algumas vezes por dia entre as ilhas. O ferry de Reihoku ao norte da península de Amakusa para Kuchinotsu, na ponta sul da península de Shimabara, é controlada pela Shimbara Railway Co. Services e opera todos os dias. O ferry boat do Porto Tomioka no norte de Amakusa, que navega do norte para Mogi/Motegi, na província de Nagasaki, é operado pela Yasuda Sangyo Kisen Co. Ltd.